# Tennistoernooi van Acapulco 2020
|                                         |  |                                     |
| Heather Watson, winnares bij de vrouwen |  | Rafael Nadal, winnaar bij de mannen |

Het tennistoernooi van Acapulco van 2020 werd van maandag 24 tot en met zaterdag 29 februari 2020 gespeeld op de hardcourt-buitenbanen van het Princess Mundo Imperial hotel in de Mexicaanse stad Acapulco. De officiële naam van het toernooi was Abierto Mexicano Telcel.
Het toernooi bestond uit twee delen:
- WTA-toernooi van Acapulco 2020, het toernooi voor de vrouwen
- ATP-toernooi van Acapulco 2020, het toernooi voor de mannen

## Toernooikalender
| Acapulco          | februari 2020 | februari 2020 | februari 2020 | februari 2020 | februari 2020 | februari 2020 |
| Acapulco          | maa 24        | din 25        | woe 26        | don 27        | vrĳ 28        | zat 29        |
| ----------------- | ------------- | ------------- | ------------- | ------------- | ------------- | ------------- |
| vrouwenenkelspel  | 1e ronde      | 1e ronde      | 2e ronde      | kwartfinale   | halve finale  | finale        |
| vrouwendubbelspel | 1e ronde      | 1e ronde      | 1e ronde      | 2e ronde      | halve finale  | finale        |
| mannenenkelspel   | 1e ronde      | 1e ronde      | 2e ronde      | kwartfinale   | halve finale  | finale        |
| mannendubbelspel  | 1e ronde      | 1e ronde      | 1e ronde      | 2e ronde      | halve finale  | finale        |

ATP-toernooi van Acapulco‎ – WTA-toernooi van Acapulco‎

2001 · 2002 · 2003 · 2004 · 2005 · 2006 · 2007 · 2008 · 2009 · 2010 · 2011 · 2012 · 2013 · 2014 · 2015 · 2016 · 2017 · 2018 · 2019 · 2020